# Митич, Драгутин
Драгутин Митич (сербохорв. Dragutin Mitić; 16 сентября 1917, Загреб, Королевство Хорватия и Славония, Австро-Венгрия — 27 августа 1986, Хьюстон, Техас, США) — теннисист-любитель, представлявший Югославию. Победитель чемпионата Франции в смешанном парном разряде (1938), многократный чемпион Югославии в одиночном и парном разрядах, игрок сборной Югославии в Кубке Дэвиса (1936—1951, в том числе участник межзонального турнира в 1939 году).

## Биография
Начал выступления во взрослых турнирах в 1934 году, с 1936 года — постоянный участник сборной Югославии в Кубке Дэвиса. Входил в четвёрку югославских «мушкетёров» вместе с Франьо Кукулевичем, Йосипом Паладой и Франьо Пунчецом. В 1936, 1938, 1946 и 1947 годах годах доходил со сборной до финала Европейской зоны Кубка Дэвиса, а в 1939 году выиграл зональные соревнования и участвовал со сборной в межзональном турнире в Бостоне, где югославы уступили команде Австралии. В общей сложности провёл за сборную Югославии 70 игр в 29 матчах (28 побед при 15 поражениях в одиночном разряде и 13 побед при 14 поражениях в парном).
Во внутренних соревнованиях в разные годы выступал за Академический спортивный клуб, «Славию», «Динамо» и «Наприед» (Загреб). На индивидуальном уровне 10 раз становился чемпионом Югославии в парах и 5 раз (с 1946 по 1950 год) — в одиночном разряде. В 1949 году стал победителем международного чемпионата Югославии. Также выигрывал в 1945 и 1947 годах международный чемпионат Венгрии в одиночном разряде. Трижды (в 1938, 1946 и 1949 годах) выходил в четвертьфинал чемпионата Франции. В парных выступлениях на международном уровне лучший результат показал в чемпионате Франции 1938 года, где завоевал чемпионский титул в миксте с хозяйкой корта Симоной Матьё. Также выиграл международный чемпионат Чехословакии в мужском парном разряде (1948, с Паладой) и международный чемпионат Индии в мисте (1950, с Пат Тодд). В 1946 году на Уимблдонском турнире Митич и Палада, посеянные под 3-м номером, дошли до полуфинала, где уступили первой сеяной паре Джефф Браун—Динни Пэйлз.
В 1952 году Митич, выступавший в чемпионате Италии, попросил политического убежища на Западе. В дальнейшем проживал в Нью-Йорке, где открыл теннисный центр. Завершил выступления в 1953 году, завоевав два титула в любительских турнирах во Французской Ривьере.

## Финалы турниров Большого шлема за карьеру

### Смешанный парный разряд (1-0)
| Результат | Год  | Турнир            | Покрытие | Партнёрша    | Соперники в финале        | Счёт в финале |
| --------- | ---- | ----------------- | -------- | ------------ | ------------------------- | ------------- |
| Победа    | 1938 | Чемпионат Франции | Грунт    | Симона Матьё | Нэнси Уинн Кристиан Буссю | 2-6, 6-3, 6-4 |